# آلبانی تحت‌الحمایه ایتالیا (۱۹۴۳-۱۹۳۹)
آلبانی تحت‌الحمایه ایتالیا (انگلیسی: Italian protectorate of Albania) عملاً اتحادیه ای بین ایتالیا و آلبانی بود که رسماً توسط پادشاه ایتالیا، ویکتور امانوئل سوم و دولت آن رهبری می‌شد: آلبانی توسط فرمانداران ایتالیایی رهبری می‌شد، پس از حمله ایتالیا به آلبانی، از ۱۹۳۹ تا ۱۹۴۳.